# Florence Owensová Thompsonová
Florence Owensová Thompsonová (1. září 1903 – 16. září 1983), rozená Florence Leona Christie, byla předmětem portrétní fotografie Dorothey Langové s názvem Kočující matka z roku 1936. Tento portrét se stal důležitým snímkem z období Velké hospodářské krize v USA, kdy Langeová pracovala ve státní organizaci Farm Security Administration (Hospodářská bezpečnostní správa). K podpoře projektu sociálních a ekonomických reforem New Deal vybral tuto fotografii i prezident Franklin Delano Roosevelt.
Knihovna Kongresu doplnila snímek Kočující matka popiskem, že se jedná o opuštěnou sběračku hrachu v Kalifornii, matku sedmi dětí, ve věku třicet dva let, Nipomo, Kalifornie. Dcera Thompsonové Katherine (na snímku vlevo) řekla při rozhovoru v prosinci 2008, že poté, co fotografie vešla ve známost, začala rodina cítit hanbu za svou chudobu.

## Příběh slavné fotografie
V březnu 1936, po sběru řepy v Imperial Valley, Thompsonová a její rodina cestovali po americké silnici Highway 101 směrem na Watsonville v Kalifornii s nadějí, že se tam najde více práce. Na silnici však automobilu praskl řetěz, to muselo jet na neutrál až muselo zastavit poblíž tábora sběračů hrachu u Nipomo Mesa. Dva synové Thompsonové vzali řetěz společně s motorovým chladičem, který byl také poškozen, opravit do města. Thompsonová a zbytek jejích dětí si zřídili dočasné tábořiště.
Lidé v táboře, kterých bylo přes dva tisíce, marně čekali na práci, kvůli které se sjeli ze všech koutů USA. Počasí na začátku roku 1936 bylo velmi chladné a velká část úrody na polích zmrzla. Hladoví lidé bez domova, kteří stejně jako Thompsonová doufali, že jim někdo přece jen zaplatí.
Zatímco čekali, jela okolo Dorothea Langeová, která pracovala pro agenturu FSA, a začala matku s její rodinou fotografovat. Během deseti minut pořídila 6 snímků.
| „                | Viděla jsem ji a přistoupila k té hladové a zoufalé matce, jakoby přitahována magnetickou silou. Opravdu si nepamatuji, jak jsem jí vysvětlila mou přítomnost a přítomnost mého fototoaparátu, ale pamatuji si, že se mne na nic nezeptala. Já jsem se na její jméno nebo příběh neptala. Řekla mi sama, že jí je 32 let. Řekla mi, že přežívají na zmrzlé zelenině ze zmrzlých polí a ptáků, které děti pozabíjely. Právě prodala pneumatiky ze svého auta, aby mohla koupit jídlo. Seděla tam opřena o stan obklopena svými dětmi a zdálo se jakoby věděla, že mé fotografie jí mohou pomoci, a tak ona pomohla mně. Skoro v tom byla taková rovnocennost. | “ |
| — Dorothea Lange | |   |

## Znovuobjevení fotografie
Během přípravy fotografie na výstavu v roce 1941, byl na negativu slavné fotografie vyretušován palec matky v dolním pravém rohu obrazu. Retuš je stále vidět i na autorské zvětšenině, kterou na přelomu minulého století získalo kalifornské muzeum Getty v Malibu za více než 250 tisíc dolarů.
Na konci 60. let našel Bill Hendrie původní originály Kočující matky a 31 dalších vintage printů Langeové v kontejneru v San José. Po smrti Hendrieho a jeho ženy tyto fotografie znovuobjevila při vyklízení domova rodičů jejich dcera Marian Tankersley.
V roce 1998 se vyretušovaná fotografie Matky dostala na známku o nominální hodnotě 32 centů americké poštovní služby u příležitosti oslavné série 30. let dvacátého století. Tisk známky byl neobvyklý, neboť dcery Katherine McIntosh (vlevo) a Norma Rydlewski (v náručí Thompsonové) byly ještě v době tisku naživu a je velmi neobvyklé pro poštovní služby tisk známky s podobiznami jednotlivců, kteří nejsou mrtví nejméně 10 let.
Ve stejném měsíci, kdy byla vydána americká známka, byla na aukci Sotheby's v New Yorku prodána fotografie s ručně psanými poznámkami Langeové a jejím podpisem za 244 500 dolarů. V listopadu 2002 se prodal vintage print Matky od Dorothey Langeové prodal na New York Christie za 141 500 dolarů. V říjnu 2005 anonymní kupec vyplatil 296 000 dolarů v newyorské Sotheby za nově objevený snímek Langeové. Jeho cena celkem šestkrát překročila původní nabízenou sumu.
| „             | Nese v sobě veškeré utrpení lidstva, ale také vytrvalost. Krotkost i zvláštní odvahu. Můžete v ní nalézt všechno. Je nesmrtelná... | “ |
| — Roy Stryker | |   |

## Smrt a následky
Thompsonová byla hospitalizována a její rodina požádala o finanční pomoc na konci srpna 1983.
Do září rodina sehnala darem celkem 25 000 dolarů na zaplacení lékařské péče. Thompsonová zemřela na „rakovinu a problémy se srdcem“ ve Scotts Valley v Kalifornii 16. září 1983. Byla pohřbena vedle svého manžela Georga v Lakewood Memorial Parku v Hughsonu v Kalifornii a na jejím náhrobním kameni je nápis: „FLORENCE LEONA THOMPSON Kočující matka “ Legenda o síle amerického mateřství“.
Dcera Thompsonové Katherine McIntosh řekla při rozhovoru CNN v prosinci 2008, že poté, co slavná fotografie vešla ve známost, začala rodina cítit hanbu a stydět se za svou chudobu.

## Další fotografie Thompsonové
Dalších 5 fotografií, které Dorothea Langeová pořídila:
1. Osoby na obrázku (zleva) jsou: Viola (Pete) v houpacím křesle, 14 let; uvnitř stanu stojí Ruby, 5 let; čtyřletá Katherine sedí na bedně; 32letá Florence drží a kojí jednoroční Normu.
2. Ruby přešla do stanu, dále od Langeové, v naději, že ji nebude moci fotografovat. Katherine stojí vedle své matky. Florence mluví s Ruby, která se u ní schovává, když Langeová fotografuje.
3. Florence kojí Normu. Katherine se za svojí matku schovala, když se k nim Langeová přiblížila, aby mohla fotografovat zblízka. Ruby se za svou matku pořád schovává.
4. Zleva doprava jsou Florence, Ruby a miminko Norma.
5. Florence přestala kojit Normu a Ruby vyšla zpoza ní.

Poslední fotografie byla jako jediná použita o několik dnů později v novinách San Francisco News ve zprávě o příběhu hladovějících přistěhovalců. Vláda na místo poslala čtyřicet tisíc kilogramů jídla. Thompsonová s dětmi už tam nebyla, krátce předtím z tábora odjela.